# Luis Esteban Galarza
Luis Esteban Galarza Mayereger (Asunción, 26 de diciembre de 1950-Santa Cruz de la Sierra, 27 de julio de 2024) fue un futbolista y entrenador paraguayo nacionalizado boliviano. Jugaba como portero. Debutó profesionalmente en The Strongest. Fue seleccionado boliviano, donde jugó 14 partidos. También fue director técnico de varios clubes.

## Clubes

### Como jugador
| Club                    | País    | Año         |
| ----------------------- | ------- | ----------- |
| The Strongest           | Bolivia | 1971 - 1987 |
| Always Ready            | Bolivia | 1987 - 1988 |
| Bolívar                 | Bolivia | 1989 - 1990 |
| San José                | Bolivia | 1991        |
| Jorge Wilstermann       | Bolivia | 1992 - 1993 |
| Independiente Petrolero | Bolivia | 1994        |
| Blooming                | Bolivia | 1995        |

### Como entrenador
| Club              | País    | Año         |
| ----------------- | ------- | ----------- |
| The Strongest     | Bolivia | 1997        |
| Destroyers        | Bolivia | 1998        |
| Real Potosí       | Bolivia | 1998 - 2000 |
| Bolívar           | Bolivia | 2001        |
| Real Potosí       | Bolivia | 2001 - 2003 |
| The Strongest     | Bolivia | 2003 - 2004 |
| Blooming          | Bolivia | 2004        |
| Oriente Petrolero | Bolivia | 2005        |
| Aurora            | Bolivia | 2006 - 2007 |
| Real Mamoré       | Bolivia | 2009        |
| Jorge Wilstermann | Bolivia | 2009        |
| Real Mamoré       | Bolivia | 2011        |
| Deportivo Alemán  | Bolivia | 2019        |

## Palmarés

### Como jugador
Títulos nacionales
| Título           | Club          | Año  |
| ---------------- | ------------- | ---- |
| Primera División | The Strongest | 1974 |
| Primera División | The Strongest | 1977 |
| Primera División | The Strongest | 1986 |

### Como entrenador
Títulos nacionales
| Título           | Club          | Año           |
| ---------------- | ------------- | ------------- |
| Primera División | The Strongest | Clausura 2004 |

## Vida personal
Sus hermanos Ramón Mayeregger y Arturo fueron arqueros profesionales. También sus hijos Sergio y Luis Enrique.